# Wereldkampioenschappen synchroonzwemmen 2019 – Team technische routine
De technische routine voor teams tijdens de wereldkampioenschappen synchroonzwemmen 2019 vond plaats op 14 en 16 juli 2019 in het Yeomju Gymnasium in Gwangju.

## Uitslag
Finalisten zijn de eerste 12 genoemde deelnemers, aangegeven met groen.
| Rang   | Land             | Voorronde | Voorronde | Finale        | Finale        |
| Rang   | Land             | Punten    | Rang      | Punten        | Rang          |
| ------ | ---------------- | --------- | --------- | ------------- | ------------- |
| Goud   | Rusland          | 96.2253   | 1         | 96.9426       | 1             |
| Zilver | China            | 94.3638   | 2         | 95.1543       | 2             |
| Brons  | Oekraïne         | 93.3313   | 3         | 93.4514       | 3             |
| 4      | Japan            | 92.3274   | 4         | 92.7207       | 4             |
| 5      | Italië           | 90.1049   | 5         | 91.0411       | 5             |
| 6      | Spanje           | 89.4561   | 6         | 90.2506       | 6             |
| 7      | Canada           | 88.4953   | 7         | 89.4990       | 7             |
| 8      | Griekenland      | 86.0075   | 8         | 87.0863       | 8             |
| 9      | Frankrijk        | 85.5793   | 9         | 86.6543       | 9             |
| 10     | Mexico           | 85.4235   | 10        | 85.6618       | 10            |
| 11     | Verenigde Staten | 84.4057   | 11        | 84.0566       | 11            |
| 12     | Israël           | 81.9659   | 12        | 82.5039       | 12            |
| 13     | Zwitserland      | 81.7065   | 13        | Uitgeschakeld | Uitgeschakeld |
| 14     | Wit-Rusland      | 81.5990   | 14        | Uitgeschakeld | Uitgeschakeld |
| 15     | Brazilië         | 80.6196   | 15        | Uitgeschakeld | Uitgeschakeld |
| 16     | Egypte           | 76.8351   | 16        | Uitgeschakeld | Uitgeschakeld |
| 17     | Zuid-Korea       | 76.4096   | 17        | Uitgeschakeld | Uitgeschakeld |
| 18     | Hongarije        | 75.6005   | 18        | Uitgeschakeld | Uitgeschakeld |
| 19     | Singapore        | 75.0587   | 19        | Uitgeschakeld | Uitgeschakeld |
| 20     | Australië        | 73.4450   | 20        | Uitgeschakeld | Uitgeschakeld |
| 21     | Polen            | 72.7496   | 21        | Uitgeschakeld | Uitgeschakeld |
| 22     | Nieuw-Zeeland    | 66.4279   | 22        | Uitgeschakeld | Uitgeschakeld |
| 23     | Costa Rica       | 65.5853   | 23        | Uitgeschakeld | Uitgeschakeld |